# 明正歌劇
明正歌劇（日语：メイセイオペラ），是日本純種競賽馬匹。生涯活躍於泥地賽事，曾於勝出多項地方重要賽事，亦於1999年勝出二月錦標，成為第一匹勝出中央一級賽的地方馬。

## 出賽前
1994年6月6日出生於北海道平取町高橋啟牧場，成長途中被馬主公司明正商事購入。
其後交由水澤競馬場練馬師佐佐木修一訓練。

## 競賽生涯

### 3歲（現2歲）
1996年7月27日出戰盛岡競馬場中央認定新馬戰，維持穩定走勢下在直路瞬間衝出，最終以4馬位優勢取得首勝。
雖然其在其後的四場賽事中未能取得勝利，但亦跑出一亞一季的不俗戰績。
進入11月，其於調整過後狀態大勇，出戰三場賽事均能勝出。

### 4歲（現3歲）
1997年年初繼續於地方班賽打拼下，延續上年度沒的勢頭，成功取得兩場勝利。
5月31日挑戰鑽石盃，以優秀的反應推進下在直路瞬間彈離對手，以7馬位的優勢取得首個特別賽的勝利。
其後前往挑戰東北打吡，再度展現優秀的反應下在直路瞬間加速，最終不但戰勝對手取得首個重要賽事勝利，更將新潟競馬場泥地1800米跑道的紀錄縮短近1秒。
7月27日繼續出戰不來方賞，於比賽途中以輕鬆的姿態順應步速推進，在直路不斷加速下拋離後方賽駒，最終以1.5秒的大差優勢取得八連勝。
再於一場地方班賽勝出後，原定挑戰泥地三冠，但最終因出現事故導致顱骨而避戰首關麒麟錦標，改為直接挑戰次關打吡大獎賽。比賽開始後，縱然其於初段以不俗的節奏進佔位置，在中段亦能維持走勢，但於直路上的衝勢仍然不及來自的中央對手，最終以第十大敗。
其後出戰尾關超級泥地打吡，但於賽事途中同樣未能發揮實力以第十大敗。
年末返回地方出戰桐花賞，雖然為其首次和年長馬匹對決，但仍然可以於比賽途中展現優勢的衝勢，最終以1馬位優勢興趣對手取得勝利。

### 5歲（現4歲）
1998年以川崎紀念作為古馬年的起動戰，維持於前頭部隊之中進發下在直路的衝勢稍為遜色，最終敗於Abukuma Poro、T.M.Megaton及Toyo Seattle取得第四。
稍為休養過後在地方出戰Shian Mor紀念，以6馬位優勢大勝對手。
6月再度挑戰交流賽事，以帝王賞作為目標。比賽開始後，其隨即以不俗的反應展開領放，於比賽途中一直帶領其他賽駒前進。進入直路後，其繼續於內欄位置加速，可惜中後段開始力弱被Abukuma Poro及Battle Line超越，以第三的戰績完賽。
7月20日出戰地方三級賽水星盃，本次比賽其於先頭位置穩步推進，通過第三、四彎道時經已有明顯的優勢。進入直路後，其進一步加速衝刺擴大領先，最終拉開後方賽駒7馬位取得首個分級賽冠軍。
8月在陸奧大賞典再度輕取對手後，前往挑戰一哩冠軍南部盃。比賽開始後，其繼續維持在先頭部隊之中，於第三彎道逐步上前下在第四彎道成功透出領先。進入直路後，其進一步取位進行加速，最終壓贏上屆盟主Taiki Sherlock及老對手Abukuma Poro，以3馬位優勢取得首個一級賽冠軍。
11月22日出戰北上川大賞典，於比賽途中迅速領放，毫無阻滯之下一放到底以2.3秒的大差優勢取勝。
年末選擇東京大賞典作為收官之戰，比賽初段繼續採用自身擅長的先行戰術，一直維持於約莫第二、三的位置，直至第四彎道處開始加速。進入直路後，其瞬間由所在位置殺上並取得領先，然而在中段未能抵擋衝出的Abukuma Poro之攻勢，被對手逐步蠶食下最終以2 1/2馬位差距落敗得第二。

### 6歲（現5歲）
1999年年初因距離適性考慮而選擇出戰二月錦標，比賽初段繼續採取前置戰術，一直為維持在第五左右的位置推進，在第四彎道有所動作開始衝刺。進入直路後，其以全速狀態不斷奔襲，爆發出優秀的末腳速度後直逼對手，最終以2馬位優勢斬獲首個中央一級賽冠軍，同時成為首匹勝出中央一級賽的地方馬。
其後有計劃前往阿聯酋遠征杜拜世界盃，但最終擱置改為於5月出戰Shian Mor紀念，並於其中以絕佳的姿態達成連霸。
6月繼續挑戰帝王賞，比賽途中一直維持於第三左右的位置，在直路瞬間衝出下超越前方的Gold Head，以4馬位優勢的姿態取得勝利。
其後出戰陸奧大賞典輕鬆取得勝利，秋季原定以一哩冠軍南部盃連霸作為目標，但於前腳出現球節炎下避戰，康復後以北上川大賞典作為調整下仍然可以順利取勝。
年末再度挑戰東京大賞典，然而狀態提早入廄影響下最終以第十一大敗。

### 7歲（現6歲）
2000年年初以連霸二月錦標作為目標，然而年末時的頹勢延續至今，於直路上稍為失速下以第四完賽。

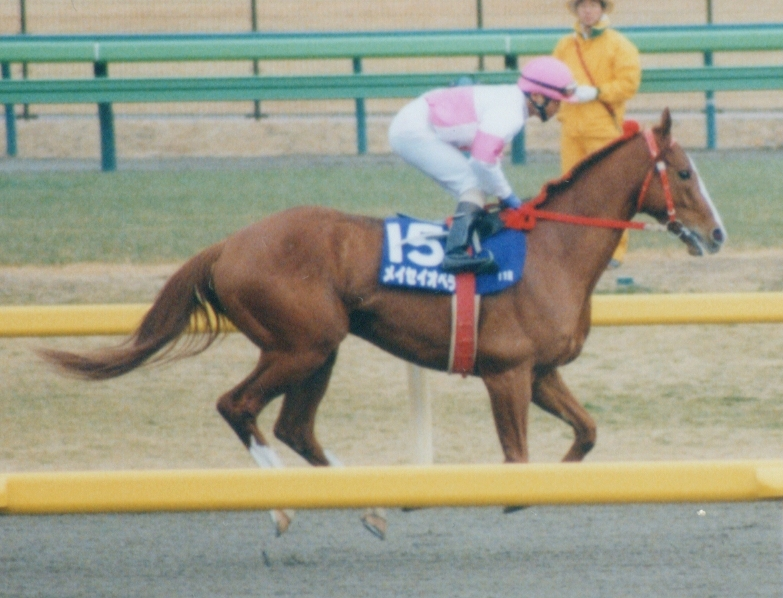
出戰二月錦標的明正歌劇

其後雖然在青森電視盃跑獲冠軍，但在6月的帝王賞中以第十四大敗。
8月27日出戰陸奧大賞典，狀態回復下成功戰勝其他對手，達成三連霸的偉業。
然而其後被發現左前腳出現肌腱炎，最終陣營考慮過後決定安排其退役。

### 詳細賽績
| 日期       | 舉辦國家 | 馬場 | 距離   | 級別     | 賽事名稱       | 負重 | 騎師     | 馬號 | 出馬 | 名次 | 時間   | 頭馬（二馬）          |
| ---------- | -------- | ---- | ------ | -------- | -------------- | ---- | -------- | ---- | ---- | ---- | ------ | --------------------- |
| 27/7/1996  | 日本     | 盛岡 | 泥1000 |          | 中央認定新馬   | 54   | 阿部英俊 | 1    | 8    | 1    | 1:03.0 | （Annzalagent）       |
| 2/9/1996   | 日本     | 水澤 | 泥1400 |          | 3歲戰          | 54   | 阿部英俊 | 4    | 8    | 7    | 1:35.6 | Poem Dance            |
| 16/9/1996  | 日本     | 水澤 | 泥1400 |          | 3歲戰          | 54   | 阿部英俊 | 7    | 7    | 2    | 1:33.3 | Tohoku Shadai         |
| 13/10/1996 | 日本     | 盛岡 | 草1600 |          | MIT盃          | 54   | 阿部英俊 | 7    | 11   | 7    | 1:38.8 | Tohoku Shadai         |
| 27/10/1996 | 日本     | 盛岡 | 泥1400 |          | 3歲戰          | 54   | 阿部英俊 | 2    | 8    | 3    | 1:30.5 | Waka Shogun           |
| 11/11/1996 | 日本     | 盛岡 | 泥1400 |          | B級3歲戰       | 54   | 阿部英俊 | 1    | 9    | 1    | 1:28.3 | （Mitaka Saint O）    |
| 9/12/1996  | 日本     | 水澤 | 泥1600 |          | A級3歲戰       | 54   | 佐藤雅彥 | 5    | 10   | 1    | 1:47.0 | （World Piazza）      |
| 29/12/1996 | 日本     | 水澤 | 泥1600 |          | 白菊賞         | 55   | 菅原勲   | 3    | 8    | 1    | 1:46.3 | （Rugby Cymbals）     |
| 5/4/1997   | 日本     | 水澤 | 泥1600 |          | 春季盃         | 54   | 渡邊正彦 | 4    | 10   | 1    | 1:46.1 | （Poem Dance）        |
| 4/5/1997   | 日本     | 水澤 | 泥1600 |          | A級4歲戰       | 57   | 渡邊正彦 | 6    | 9    | 1    | 1:48.9 | （Keiun Shori）       |
| 31/5/1997  | 日本     | 盛岡 | 泥1800 |          | 鑽石盃         | 57   | 渡邊正彦 | 6    | 9    | 1    | 1:54.8 | （Marukei Carroll）   |
| 6/7/1997   | 日本     | 新潟 | 泥1800 |          | 東北打吡       | 54   | 菅原勲   | 5    | 10   | 1    | 1:52.4 | （Fujino Laureus）    |
| 27/7/1997  | 日本     | 盛岡 | 泥2000 |          | 不來方賞       | 55   | 菅原勲   | 4    | 11   | 1    | 2:10.9 | （Fire Mario）        |
| 30/8/1997  | 日本     | 盛岡 | 泥1800 |          | A級一般戰      | 54   | 菅原勲   | 1    | 10   | 1    | 1:55.1 | （Sakamoto Lead One） |
| 3/11/1997  | 日本     | 盛岡 | 泥2000 | 地方GI   | 打吡大獎賽     | 56   | 菅原勲   | 7    | 12   | 10   | 2:09.8 | T.M.Megaton           |
| 20/11/1997 | 日本     | 大井 | 泥2000 | 地方GII  | 超級泥地打吡   | 57   | 菅原勲   | 13   | 14   | 10   | 2:08.3 | Meisho Motonari       |
| 31/12/1997 | 日本     | 水澤 | 泥2000 |          | 桐花賞         | 55   | 菅原勲   | 1    | 10   | 1    | 2:15.7 | （Royal Harbor）      |
| 28/1/1998  | 日本     | 川崎 | 泥2000 | 地方GI   | 川崎記念       | 55   | 菅原勲   | 3    | 9    | 4    | 2:09.4 | Abukuma Poro          |
| 10/5/1998  | 日本     | 水澤 | 泥2000 |          | Shian Mor紀念  | 55   | 菅原勲   | 4    | 7    | 1    | 2:11.1 | （Mount Gallop）      |
| 24/6/1998  | 日本     | 大井 | 泥2000 | 地方GI   | 帝王賞         | 57   | 菅原勲   | 4    | 13   | 3    | 2:03.8 | Abukuma Poro          |
| 20/7/1998  | 日本     | 水澤 | 泥2000 | 地方GIII | 水星盃         | 56   | 菅原勲   | 3    | 9    | 1    | 2:09.0 | （Paris Napoleon）    |
| 30/8/1998  | 日本     | 盛岡 | 泥2000 |          | 陸奧大賞典     | 55   | 菅原勲   | 8    | 8    | 1    | 2:03.5 | （Joten Win）         |
| 10/10/1998 | 日本     | 盛岡 | 泥1600 | 地方GI   | 一哩冠軍南部盃 | 56   | 菅原勲   | 3    | 12   | 1    | 1:35.1 | （Taiki Sherlock）    |
| 22/11/1998 | 日本     | 盛岡 | 泥2500 |          | 北上川大賞典   | 56   | 菅原勲   | 9    | 10   | 1    | 2:43.4 | （Strong Five）       |
| 23/12/1998 | 日本     | 大井 | 泥2000 | 地方GI   | 東京大賞典     | 57   | 菅原勲   | 3    | 15   | 2    | 2:05.7 | Abukuma Poro          |
| 31/1/1999  | 日本     | 東京 | 泥1600 | GI       | 二月錦標       | 57   | 菅原勲   | 9    | 16   | 1    | 1:36.3 | （M.I.Blanc）         |
| 9/5/1999   | 日本     | 水澤 | 泥2000 |          | Shian Mor紀念  | 59   | 菅原勲   | 4    | 8    | 1    | 2:11.1 | （Ban Champ）         |
| 24/6/1999  | 日本     | 大井 | 泥2000 | 地方GI   | 帝王賞         | 57   | 菅原勲   | 14   | 15   | 1    | 2:04.0 | （Surprise Power）    |
| 29/8/1999  | 日本     | 盛岡 | 泥2000 |          | 陸奧大賞典     | 55   | 菅原勲   | 7    | 8    | 1    | 2:05.1 | （Ban Champ）         |
| 23/11/1999 | 日本     | 盛岡 | 泥2500 |          | 北上川大賞典   | 58   | 菅原勲   | 4    | 6    | 1    | 2:46.5 | （Ban Champ）         |
| 29/12/1999 | 日本     | 大井 | 泥2000 | 地方GI   | 東京大賞典     | 57   | 菅原勲   | 16   | 16   | 11   | 2:06.9 | 大鐵鈎                |
| 20/2/2000  | 日本     | 東京 | 泥1600 | GI       | 二月錦標       | 57   | 菅原勲   | 15   | 16   | 4    | 1:35.7 | 飛箭                  |
| 21/5/2000  | 日本     | 盛岡 | 泥1800 | OP       | 羅漢柏賞       | 59   | 菅原勲   | 3    | 10   | 1    | 1:55.8 | （Yuko Michael）      |
| 22/6/2000  | 日本     | 大井 | 泥2000 | 地方GI   | 帝王賞         | 57   | 菅原勲   | 9    | 16   | 14   | 2:07.7 | 忠心好友              |
| 27/8/2000  | 日本     | 盛岡 | 泥2000 |          | 陸奧大賞典     | 55   | 菅原勲   | 4    | 9    | 1    | 2:06.7 | （Ban Champ）         |

## 退役後
退役後，明正歌劇成為了配種馬，於北海道靜內町（今新日高町）Lex Stud休養，在2001年進行配種。首批子嗣於2002年出生，可於2004年出賽。2011年4月13日，Soseuldaemun在韓國馬事會盃一哩錦標取勝，成為首匹勝出分級賽的子嗣。
2006年8月，其被輸出至韓國，繼續於當地配配種。
2016年7月1日，其於返回日本前夕於韓國濟州特別自治道西歸浦市藍色牧場因心臟衰竭死亡，享年22歲。

### 主要子嗣

#### 分級賽優勝子嗣
2008年生
- Soseuldaemun（ 韓國馬事會盃一哩錦標）

## 血統簡介
父系Grand Opera為美國生產的愛爾蘭賽駒，生涯僅勝出一場賽事並落敗。祖父尼真斯基爲加拿大生產的愛爾蘭賽駒，生涯僅得兩敗，曾勝出葉森打吡大賽、愛爾蘭打吡、英皇佐治六世及皇后伊利沙伯錦標及二千堅尼錦標等一級賽，退役後亦爲著名種馬，成功確立獨立的系統。
母系Tiramisu為日本賽駒，生涯亦僅得一場出賽並落敗。外祖父Takelamagan為美國生產的日本賽駒，生涯曾勝出公開賽級別的賽事。

### 血統表
| 父線：尼真斯基系（北地舞人系）              |                              |                |                |
| 種馬 Grand Opera 1984年（棗色）             | 尼真斯基 1967年（棗色）      | 北地舞人       | 新北區         |
| 種馬 Grand Opera 1984年（棗色）             | 尼真斯基 1967年（棗色）      | 北地舞人       | Natalma        |
| 種馬 Grand Opera 1984年（棗色）             | 尼真斯基 1967年（棗色）      | Flaming Page   | Bull Page      |
| 種馬 Grand Opera 1984年（棗色）             | 尼真斯基 1967年（棗色）      | Flaming Page   | Flaring Top    |
| 種馬 Grand Opera 1984年（棗色）             | Glorious Song 1976年（棗色） | Halo           | Hail to Reason |
| 種馬 Grand Opera 1984年（棗色）             | Glorious Song 1976年（棗色） | Halo           | Cosmah         |
| 種馬 Grand Opera 1984年（棗色）             | Glorious Song 1976年（棗色） | Ballade        | Herbager       |
| 種馬 Grand Opera 1984年（棗色）             | Glorious Song 1976年（棗色） | Ballade        | Miss Swapsco   |
| 繁殖雌馬 Tiramisu 1988年（栗色）            | Takelamagan 1983年（栗色）   | Damascus       | 劍舞者         |
| 繁殖雌馬 Tiramisu 1988年（栗色）            | Takelamagan 1983年（栗色）   | Damascus       | Kerala         |
| 繁殖雌馬 Tiramisu 1988年（栗色）            | Takelamagan 1983年（栗色）   | Virginia Green | Nasua          |
| 繁殖雌馬 Tiramisu 1988年（栗色）            | Takelamagan 1983年（栗色）   | Virginia Green | Virginia Water |
| 繁殖雌馬 Tiramisu 1988年（栗色）            | Yaheiboshi 1983年（棕色）    | Office Dancer  | 北地舞人       |
| 繁殖雌馬 Tiramisu 1988年（栗色）            | Yaheiboshi 1983年（棕色）    | Office Dancer  | Office Queen   |
| 繁殖雌馬 Tiramisu 1988年（栗色）            | Yaheiboshi 1983年（棕色）    | Shinano Ibuki  | Si Furieux     |
| 繁殖雌馬 Tiramisu 1988年（栗色）            | Yaheiboshi 1983年（棕色）    | Shinano Ibuki  | Shinano Queen  |
| 雌系：號族：6-a                             |                              |                |                |
| 五代內近親交配：北地舞人 3×4、Almahmoud 5×5 |                              |                |                |

## 命名由來
名字中Meisei（メイセイ）為馬主明正商事之冠名，出自其公司名字，Opera（オペラ）則繼承自父系Grand Opera之名字，意思即為「歌劇」。

## 外部連結
- 明正歌劇 netkeiba.com （页面存档备份，存于）
- 血統表